# Sega
Pour les articles homonymes, voir Sega (homonymie).
Sega Corporation (株式会社セガ, Kabushiki kaisha Sega, abréviation de Service Games, couramment stylisé SEGA) est une société japonaise de développement et d'édition de jeux vidéo, ainsi qu'un fabricant de bornes et systèmes d'arcade.
Sega est également un fabricant de consoles de jeux vidéo, mais à la suite de l'échec commercial de la console de salon Saturn ainsi qu'à l'indifférence du public envers la Dreamcast, la société s'est retirée de ce marché en date du 31 janvier 2001 pour se consacrer exclusivement au développement de jeux pour d'autres consoles, ordinateur et jeux d'arcade.
Le 1er novembre 2000, Sega Enterprises, Ltd. change son nom en Sega Corporation. En France, la devise de Sega est « Sega, c’est plus fort que toi ! ».

## Histoire

### Origines de la société (1940-1982)

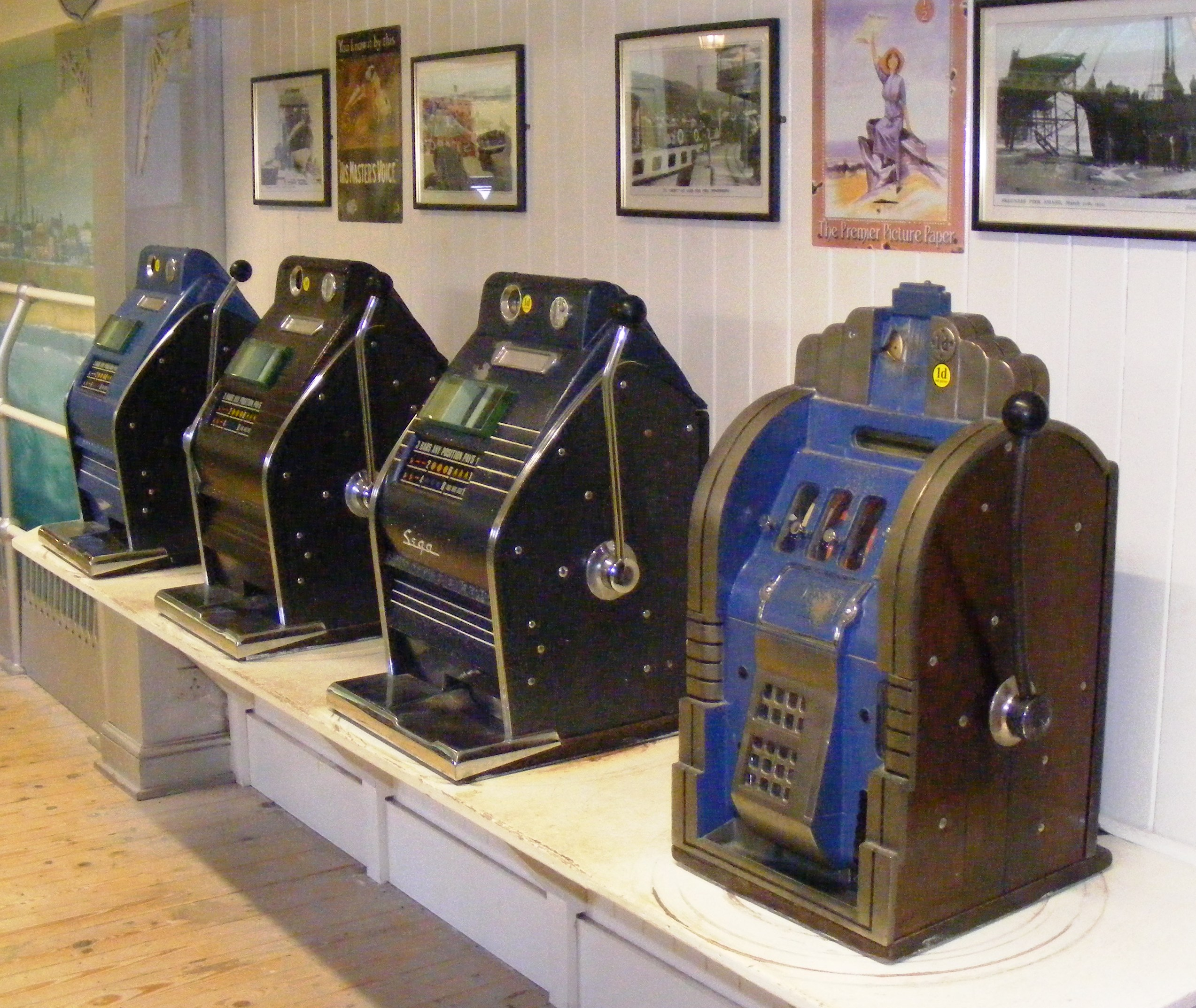
Machines à sous Sega Diamond 3 Star.

L'histoire de Sega débute au Japon, pendant la guerre de Corée, en 1951, lorsque deux Américains, Richard D. Stewart et Raymond J. Lemaire fondent la société Lemaire & Stewart,, dont l'activité principale est l'importation et la maintenance de juke-boxes à destination des bases militaires américaines présentes sur le territoire japonais durant le conflit.
En mai 1952, l'Américain Martin Bromley fonde la société Service Games, qui fusionne en 1954 avec Lemaire & Stewart, pour devenir Service Games Japan, une société spécialisée dans l'importation de machines de divertissement, telles les juke-boxes, les arcades mécaniques et les flippers, désormais à destination des civils japonais. La société franchit un pas important en 1960, en commençant à produire ses propres juke-boxes grâce la création d'une usine, la Nihon Goraku Bussan, basée à Tokyo. La même année, son premier juke-box, le SEGA-1000, est mis sur le marché. Le nom SEGA est une contraction de Services Games qui était, avant ce moment, seulement utilisée à l'intérieur de l'entreprise.
À la même époque, la société Rosen Enterprises est fondée au Japon en 1954 par David Rosen, un Américain. Son activité première est l'importation de photomatons sur le sol japonais. Elle importe également des machines de jeu occidentales en fin de vie qu'elle recycle, produites notamment par la société Seeburg. La compagnie devient rapidement un acteur incontournable du divertissement et se taille une place comme leader dans ce domaine au Japon.
En 1965, David Rosen ne souhaitant plus se contenter de distribuer les machines d'autres compagnies, décide de produire ses propres machines. Son but est notamment de contrer son principal concurrent, Taito. Pour cela, il effectue l'acquisition de la Nihon Goraku Bussan, qu'il convertit pour produire des machines de jeu, tout en conservant la marque SEGA. Cette « fusion » donne alors naissance à une nouvelle compagnie, Sega Enterprises, Ltd.
En 1966, la nouvelle société commercialise son premier jeu d'arcade, Periscope, une borne électromécanique. Dans ce jeu, le joueur se trouve aux commandes d'un sous-marin dont l'objectif est de couler des bateaux ennemis.
En 1969, fort de son succès, Sega Enterprises suscite l'intérêt de sociétés commerciales et est racheté par le conglomérat Gulf & Western Industries. Rosen reste à la tête de la société en tant que directeur général jusqu'en 1983. À ce moment, en raison du krach du jeu vidéo, il retourne en Amérique pour prendre la tête de la division américaine. Il laisse alors place au Japonais Hayao Nakayama, ancien dirigeant d'une société de distribution acquise par Sega en 1979, qui occupaient jusqu'à ce moment le poste de vice-président.

### Premier jeu vidéo
Le premier jeu vidéo de Sega s'appelle Pong-Tron. C'est une borne d'arcade de ping-pong sorti en 1973 au Japon.
Durant la fin des années 1970 et le début des années 1980, Sega produit des jeux d'arcade et des titres pour les toutes premières consoles de jeux vidéo de salon, telles l'Atari 2600 et la ColecoVision. En 1982, la compagnie atteint un chiffre d'affaires sur les ventes internationales de plus de 214 millions de dollars par an.

### Entrée dans le marché des consoles de salon (1982-1989)
En 1983, Sega se lance sur le marché des consoles de salon en tant que concepteur et produit sa première console, la SG-1000. Cette console est mise en vente le même jour que la Famicom de Nintendo au Japon. D'autres consoles et des ordinateurs domestiques sont produits par la compagnie jusqu'en 1985, uniquement pour le marché japonais. En 1984, elle produit la SG-1000 II, une version redessinée et améliorée de la SG-1000 incluant deux ports manette. Puis, en 1985, elle offre la Sega Mark III, qui apporte des améliorations notables en termes de puissance et d'extensions. La Sega Mark III offre des performances techniques supérieures à celles de la Famicom, qui était à cette époque sa principale concurrente sur le sol nippon.
En 1986, les actions de Sega deviennent publiques au Japon. La compagnie s'attaque alors au marché occidental et fonde Sega of America dans le but de conquérir le marché panaméricain. La même année, elle lance la Master System, une version redessinée et internationalisée de la Sega Mark-III. Cette console est la première de Sega à être commercialisée à l'échelle internationale, avant même d'être offerte au Japon. Elle n'y est commercialisée qu'en 1987.
Hors des Amériques, la distribution et le marketing de la Master System sont assurés par Virgin Mastertronic en Europe et Virgin Loisirs en France à partir de 1987. Ce sont ces sociétés qui s'en occupent jusqu'en 1991, moment où elles sont rachetées par Sega et renommées respectivement Sega of Europe et Sega of France.
Si le succès est au rendez-vous pour la Master System en Europe et en Amérique du Sud, le marché nord-américain est dominé par la Famicom de Nintendo, commercialisée en Amérique du Nord sous le nom de Nintendo Entertainment System (NES). Sega se penche alors sur un nouveau projet de console afin de prendre de court son concurrent.

### Agrandissement et succès grand public (1989-2001)

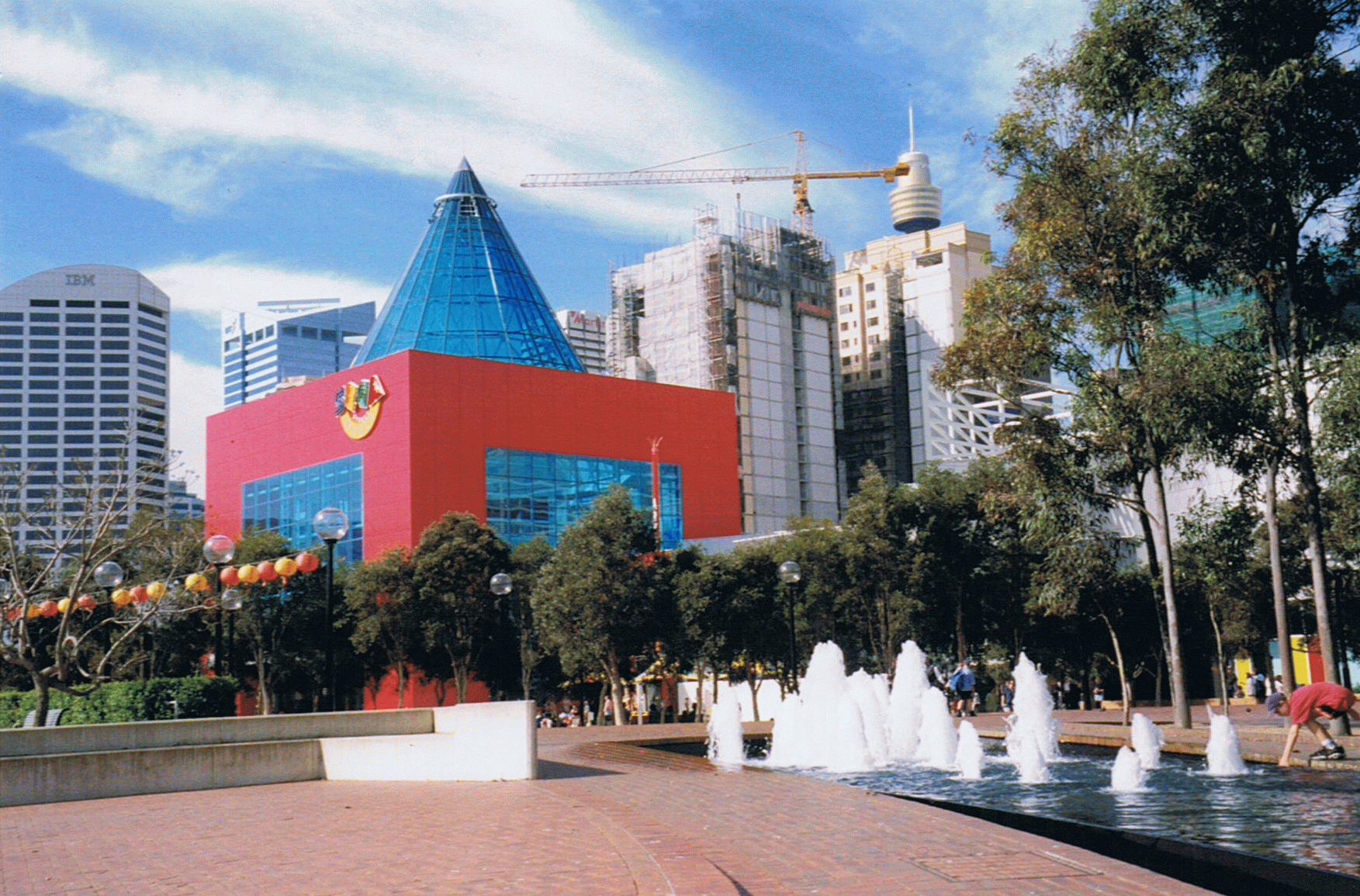
Le parc d'attraction Sega World Sydney en 1998.

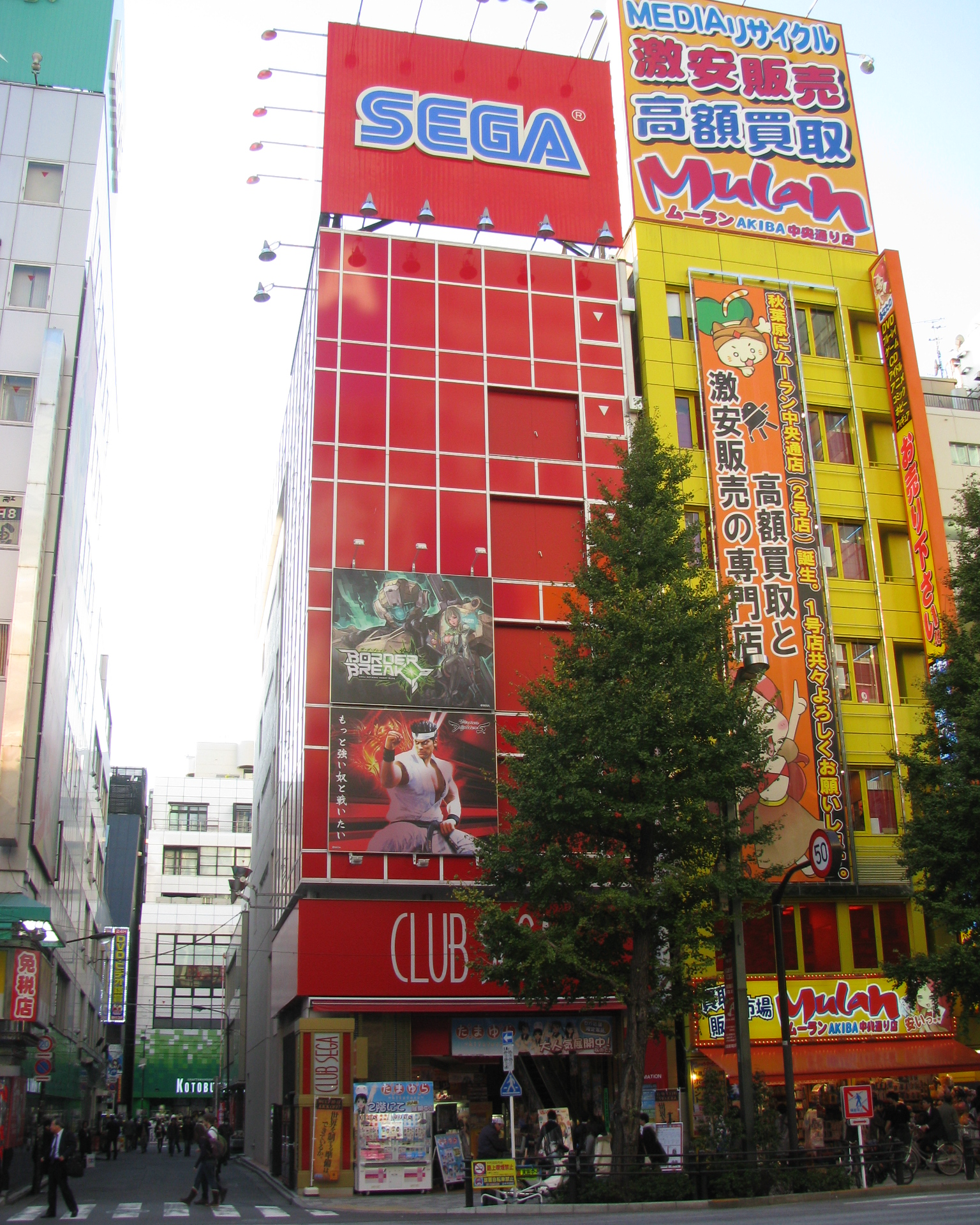
Club Sega dans le quartier d'Akihabara à Tokyo.

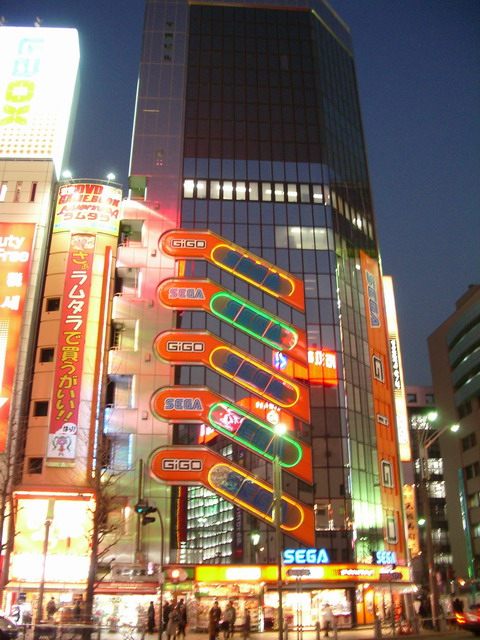
GiGO, un centre de jeux Sega dans le quartier d'Akihabara à Tokyo.

Fin 1988, Sega lance la Mega Drive au Japon, sa nouvelle console 16 bits. Elle est ensuite commercialisée aux États-Unis en 1989 sous le nom de Sega Genesis et en Europe en 1990. Dès lors, Sega parvient à obtenir une notoriété et un succès international importants, en plus de devenir l'un des deux fabricants majeurs de consoles de jeu de salon aux côtés de Nintendo. Forte de cette position, l'entreprise se lance dans une compétition acharnée avec son concurrent de Kyoto et lui oppose souvent une avance technologique. En 1990, elle sort la Game Gear, une version portable de la Master System proposant un écran LCD couleur, en réponse au Game Boy et à son écran monochrome. Malgré ses capacités techniques supérieures, elle échoue sur le plan commercial en raison de son gabarit imposant et de son autonomie limitée.
Cela n'empêche pas Sega de poursuivre la lutte contre son rival Nintendo. La firme tente de se poser comme un concurrent plus agressif et plus mature, davantage orienté vers le public des adolescents et des jeunes adultes. Au niveau marketing, cela se traduit par des campagnes publicitaires plus adultes, mais surtout par la création d'une nouvelle mascotte à opposer au Mario de Nintendo. Sega remplace alors Alex Kidd, jugé trop puéril, par Sonic le hérisson.
Sega poursuit les innovations technologiques en tentant de toujours garder une longueur d'avance sur ses concurrents. Ainsi en atteste le lancement du Mega-CD, lecteur CD-ROM optionnel pour la Mega Drive. Au même chapitre, on trouve le démarrage en 1992 d'un nouveau projet de console, cette fois en 32 bits. Ce projet se concrétise deux ans plus tard par la sortie de deux machines distinctes, la 32X et la Saturn.
Le développement simultané de ces deux consoles chez Sega s'explique par le fait que trois projets étaient encore en chantier au sein de la compagnie, mais l'annonce de la PlayStation par Sony précipite la décision de donner rapidement un successeur à la Mega Drive. Or, cette situation ne donne pas la possibilité à Sega de trancher entre deux de ses projets. La 32X, un périphérique pour la Mega Drive développé par Sega of America, est donc développé en même temps que la Saturn, une console nouvelle génération conçue par Sega of Japan. Le premier projet est un sévère échec commercial, tandis que le second subit la rude compétition avec la PlayStation en dehors du marché japonais, où la firme jouit encore d'une popularité importante.
En 1995, une nouvelle division de développement sur ordinateur est créée sous le nom de SegaSoft. En parallèle, Sega, affaibli par des ventes inférieures à ses attentes sur le marché des consoles 32 bits, devient relativement discret sur le marché du divertissement vidéoludique domestique, ce qui mène à l’érosion du support offert pour la Saturn.
Un projet de fusion est envisagé pour octobre 1997 avec Bandai, mais ni les employés de Bandai ni les analystes ne sont enthousiastes. En mai, le président de Bandai, Makoto Yamashina, annule purement et simplement l'accord de fusion, puis donne sa démission.
En 1998, Sega lance la Dreamcast, la première console 128 bits commercialisée. L'objectif de Sega est de proposer en premier une console de nouvelle génération pour succéder à la Saturn avant l'arrivée de la PlayStation 2 de Sony. Cependant, les ventes sont étouffées par la forte concurrence publicitaire de Sony, en dépit d'une ludothèque de qualité.
Le 1er novembre 2000, Sega Enterprises, Ltd. change son nom pour Sega Corporation.

### Passage au développement de logiciels tiers (2001–2005)

Graphique illustrant les difficultés financières durant la période 1998-2002. Données financières issues des rapports annuels de la société,,,.

Après l'arrêt de la Dreamcast en 2001, Sega annonce que la société ne se consacrera désormais plus qu'à la création de jeux vidéo. Cependant, Sega demeure jusqu'à aujourd'hui très présent dans la création de systèmes d'arcade. Entre autres, il met sur le marché le Lindbergh au début de l'année 2006.
Le 1er octobre 2004, Sammy Holding Co., Inc. annonce le rachat de la société Sega Corporation. La société est totalement intégrée au groupe et la holding change de nom pour Sega Sammy Holdings Inc.,.

### Expansion continue et acquisitions (2005-2013)
Le 8 mars 2005, Sega acquiert Creative Assembly, studio à l'origine de la franchise Total War.
Début 2007, Sega prépare un jeu historique en s'associant avec son ancien concurrent Nintendo. Les mascottes des deux entreprises, Mario et Sonic, se retrouvent dans une adaptation des Jeux olympiques de 2008 de Pékin nommée Mario et Sonic aux Jeux olympiques. Ce jeu connaîtra cinq suites : Mario et Sonic aux Jeux olympiques d'hiver, Mario et Sonic aux Jeux olympiques de Londres 2012, Mario et Sonic aux Jeux olympiques d'hiver de Sotchi 2014, Mario et Sonic aux Jeux olympiques de Rio 2016 et Mario et Sonic aux Jeux olympiques de Tokyo 2020.
En 2012, Sega ferme ses divisions en France, en Espagne, en Allemagne, au Benelux et en Australie.
Le 22 janvier 2013, à la suite de la faillite de THQ, Sega rachète le studio Relic Entertainment pour un montant équivalent à environ 20 millions d'euros.
En septembre 2013, Sega rachète Index Corporation, la maison-mère de l'éditeur Atlus, pour 106 millions d'euros. De cette façon, elle enrichit son catalogue de jeux de plusieurs licences populaires, comme Persona, Shin Megami Tensei ou encore Inazuma Eleven GO.

### Remaniement et concentration sur le marché numérique (depuis 2013)
En juillet 2016, Amplitude Studios est acquis par Sega pour un montant non dévoilé,.
Le 19 septembre 2019, Sega sort sa Mega Drive Mini, une version plus moderne et plus compacte de la célèbre Mega Drive. Cette version en petit format imite Sony avec la PlayStation Classic et Nintendo avec la SNES Classic Mini et NES Classic Mini. Le 2 juin 2020, l'entreprise annonce la sortie de la nouvelle Game Gear Micro, dont la sortie coïncidera avec les 60 ans de la firme.
En 2023, Sega a acquis  Rovio, le studio de développement de Angry Birds.

## Consoles

### SC-3000, SG-1000, SG-1000 II (1983,1984)

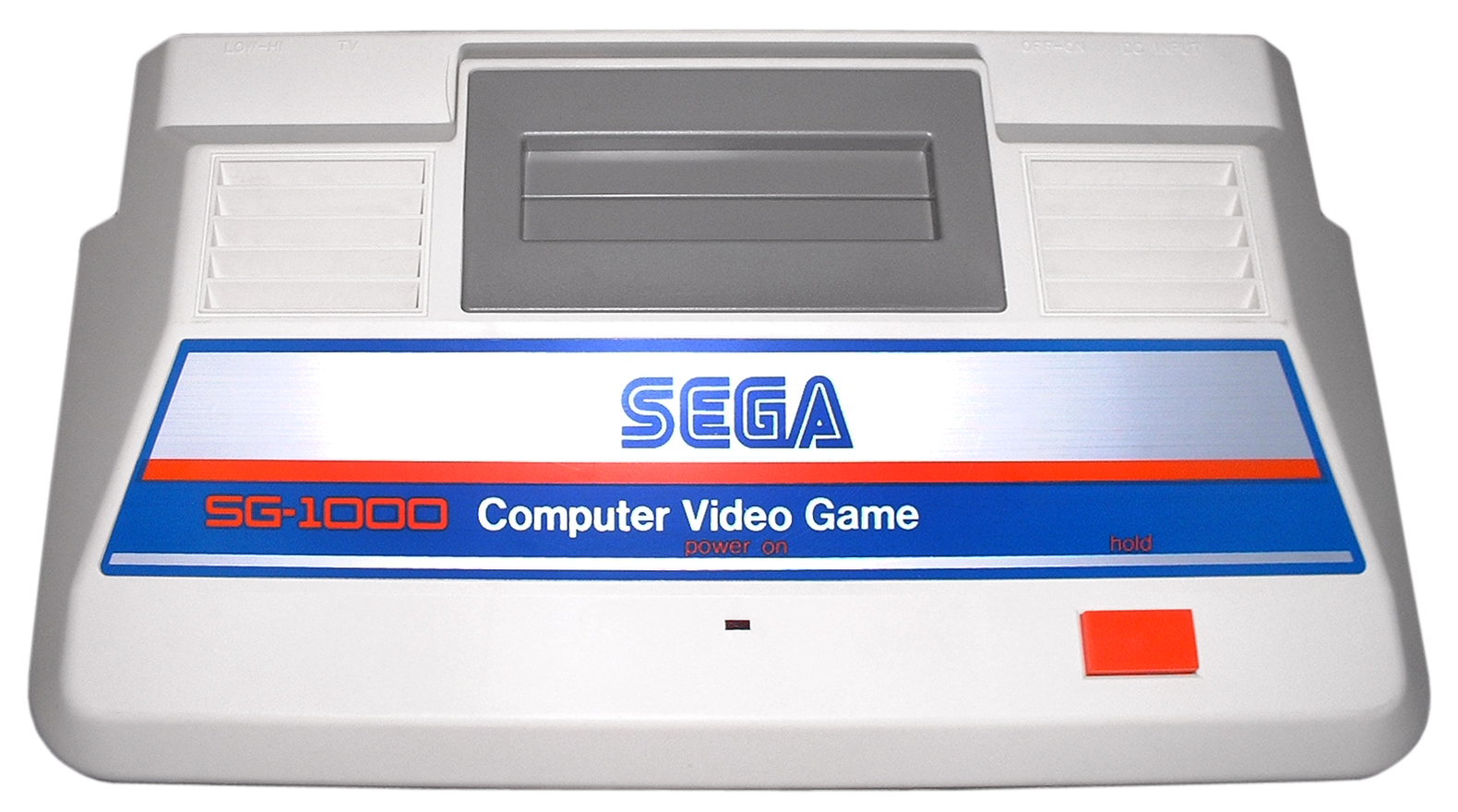
La SG-1000.

La SG-1000 (dite aussi Mark I), est la première console de Sega, sortie en juillet 1983,. Il s'agit d'une version allégée, dédiée au jeu, du Sega SC-3000, un micro-ordinateur personnel se connectant sur un téléviseur, sorti au même moment,. Les jeux sur ces deux systèmes sont compatibles, bien qu'un clavier soit requis sur SG-1000 pour pouvoir profiter pleinement des titres destinés au SC-3000. En juillet 1984,, Sega commercialise la SG-1000 II (dite Mark II), une version améliorée de la SG-1000, proposant notamment deux ports manette distincts qui permettent de jouer à deux joueurs et d'accueillir plusieurs types de contrôleurs.
Ces consoles, uniquement sorties au Japon, ont un succès restreint, principalement à cause de la présence sur le marché de la console Famicom de Nintendo.

### Sega Mark III (1985), Master System (1986)

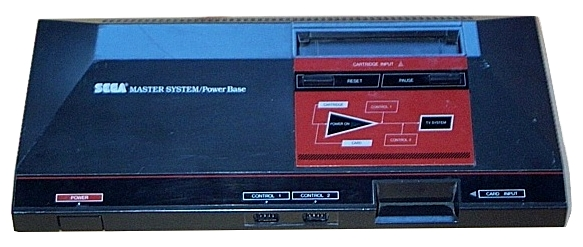
La Master System.

Sortie en 1986, la Master System est une version redessinée de la Sega Mark III (commercialisée en octobre 1985 au Japon,), destinée aux États-Unis. Elle est considérée comme la quatrième version de la SG-1000 (nom de code Mark4).

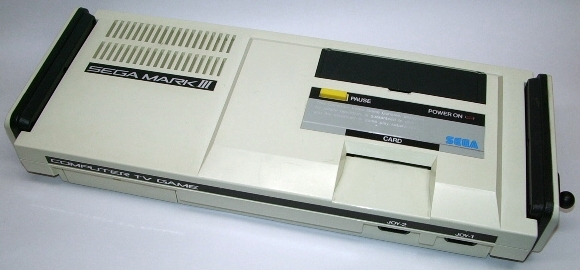
La Sega Mark III.

La Master System, à l'instar de la Sega Mark III, a la particularité de posséder, en plus du support cartouche pour les jeux, un lecteur de cartes de jeux Sega Card, comparables aux HuCard de la PC-Engine de NEC. Ce lecteur sert également à accueillir une extension pour connecter des lunettes 3D, destinées à certains jeux en particulier. Elle est mise en marché au Japon en octobre 1987,, en intégrant l'extension pour les lunettes 3D, une unité Rapid Fire et un module son FM, absent des versions occidentales et qui est un périphérique optionnel sur la Sega Mark III.

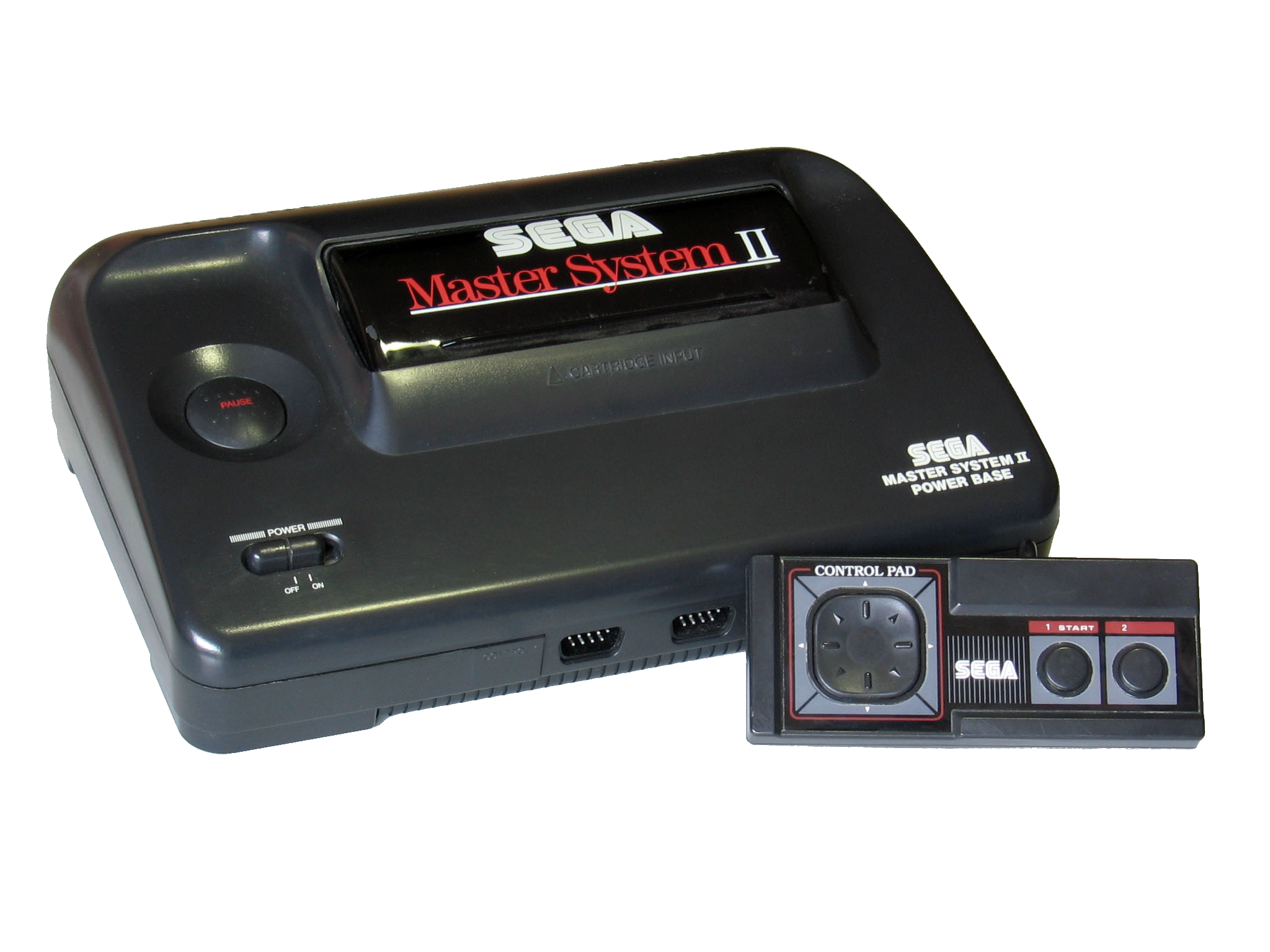
La Sega Master System 2.

La Master System II (nom de code Mark4Jr) est une version plus compacte de la Master System qui est sortie en 1990, uniquement en Occident et au Brésil. Elle se rapproche de la SG-1000 originale : elle ne comporte pas le lecteur de cartes Sega Card, l'extension pour les lunettes 3D ou le bouton Reset qui étaient présents sur sa première itération.
Les consoles de la famille Master System ont pour mascotte officielle Alex Kidd.

### Sega Genesis/Mega Drive (1988)

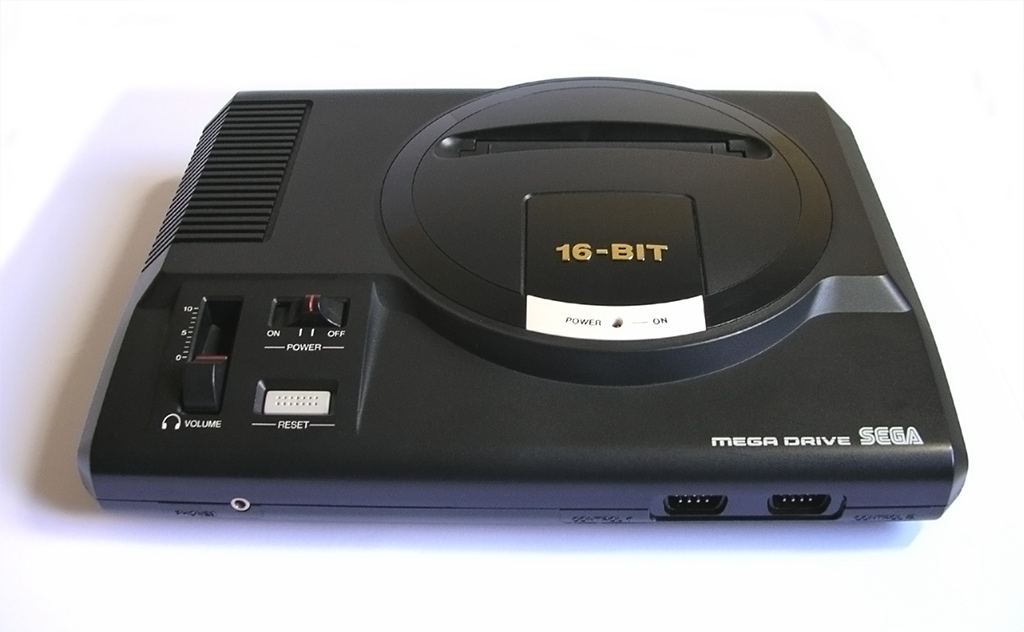
La Mega Drive. (Première version).

Sega sort en 1988 (Japon) sa console à plus grand succès. Connue sous le nom de Mega Drive au Japon et en Europe — en France, la forme « Megadrive » se répand sous l’influence des magazines de jeu vidéo de l’époque —, et sous le nom de Sega Genesis en Amérique du Nord, cette console 16 bits est originellement créée pour concurrencer la PC-Engine. C'est finalement la nouvelle console lancée par Nintendo en 1990 qui se révèle être sa plus grande concurrente, la Super Famicom, plus connue en dehors du Japon sous le nom de Super Nintendo Entertainment System ou SNES. En 1992, Sega vit un moment historique en dépassant Nintendo pour la première fois avec 55 % des parts de marché en Amérique du Nord, et réussit même à atteindre 65 % de ces dites parts en 1993. Qui plus est, le succès de la Mega Drive ne se limite pas qu'au marché américain puisqu'elle récolte aussi beaucoup de succès au Brésil, en Europe et en Australie.
En 1993, la Mega Drive est redessinée et relancée sous le nom de Mega Drive II et Genesis 2. Malgré les efforts de Sega, Nintendo regagne une bonne partie de ses parts dès l'année suivante. Finalement, en 1997, Sega arrête la Sega Genesis pour se concentrer sur d'autres projets. Malgré tout, Majesco sort en 1998 une version de la dite console intitulée Sega Genesis 3.

### Game Gear (1990)

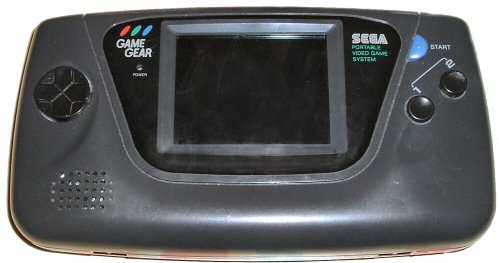
La Game Gear.

La Game Gear, sortie en 1990 en réponse à la Game Boy de Nintendo, est la première console portable de Sega. Elle est principalement une version portable de la Master System, ainsi un adaptateur de cartouches Master System, appelé « Master Gear », sort pour permettre de jouer aux jeux Master System sur Game Gear. Malgré des capacités supérieures à celles de la Game Boy (notamment son écran couleur), la console est un échec commercial. L'une des raisons est sa faible autonomie (4 heures avec 6 piles pour la Game Gear contre 18 heures avec 4 piles pour la Game Boy) par rapport à sa concurrente 30 % moins chère, son coût plus élevé et son écran de moyenne qualité (bien qu'il soit plus grand et rétroéclairé).

### Mega-CD (1991)

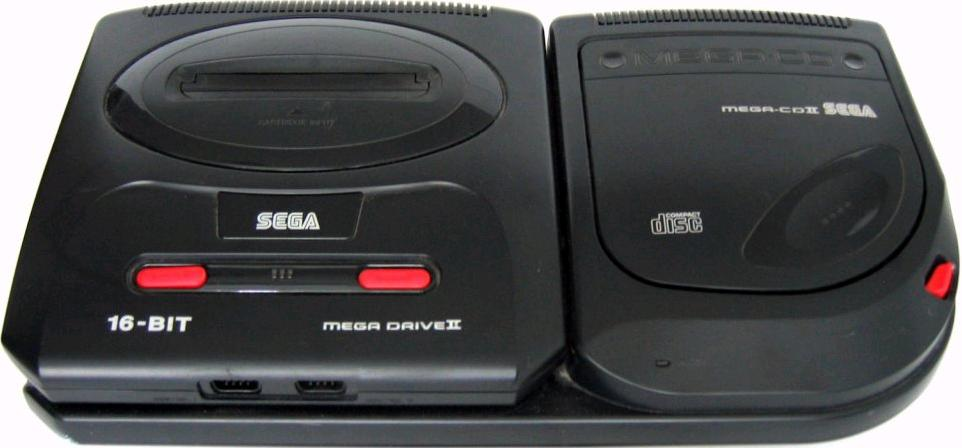
Le Mega-CD II connecté à la Mega Drive II.

Le Mega-CD est un supplément matériel à la Mega Drive. Il permet à la console d'origine de jouer à des jeux sur CD. Grâce à cette extension, les jeux prennent une nouvelle dimension avec des musiques de qualité CD, des animations et des séquences vidéo. Malgré ses jeux particulièrement innovants comme les films interactifs, le Mega-CD est un échec commercial à cause de son prix élevé et de la qualité graphique décevante de ses jeux, qui est due aux limitations techniques de la console. Il y existe deux versions du Mega-CD, l'une avec ouverture frontale qui se place sous la Mega Drive, et l'autre qui s'ouvre par le dessus et qui est placée à droite de la Mega Drive.

### Sega Pico (1993)

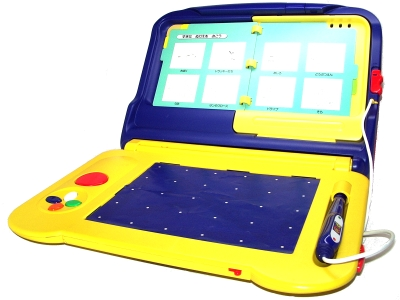
La Sega Pico.

La Sega Pico est une console de salon éducative. La console s'ouvre à la manière de la DS de Nintendo et on y insère des livres interactifs qui sont les cartouches de la console. Cette console est soutenue par Sega jusqu'en 1998 à travers le monde, et jusqu'en 2005 au Japon.

### 32X (1994)

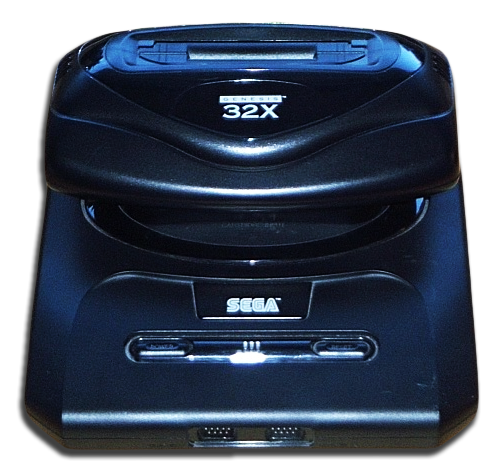
32X monté sur une Genesis II.

La 32X est une extension matérielle pour la Mega Drive qui s'installe à la place d'une cartouche. Elle permet de passer la console d'origine de 16 bits à 32 bits. À l'origine, le projet est nommé Projet Jupiter et doit être une console à part entière prévue pour Noël 1994. Mais devant l'incertitude commerciale - due à la sortie de la Saturn un an après au Japon - les responsables du projet (Sega of America) renomment le projet Projet Mars et s'orientent vers un add-on pour la Mega Drive. Au niveau des performances, la 32X déleste la Mega Drive en calculant toute la partie 2D avec effets et la 3D, laissant à la console d'origine le seul calcul de la 2D simple, et améliore la qualité sonore des jeux. Malgré de nombreuses qualités, la 32X est un échec commercial pour Sega, entre autres à cause de son arrivée tardive sur le marché.

### Nomad (1995)

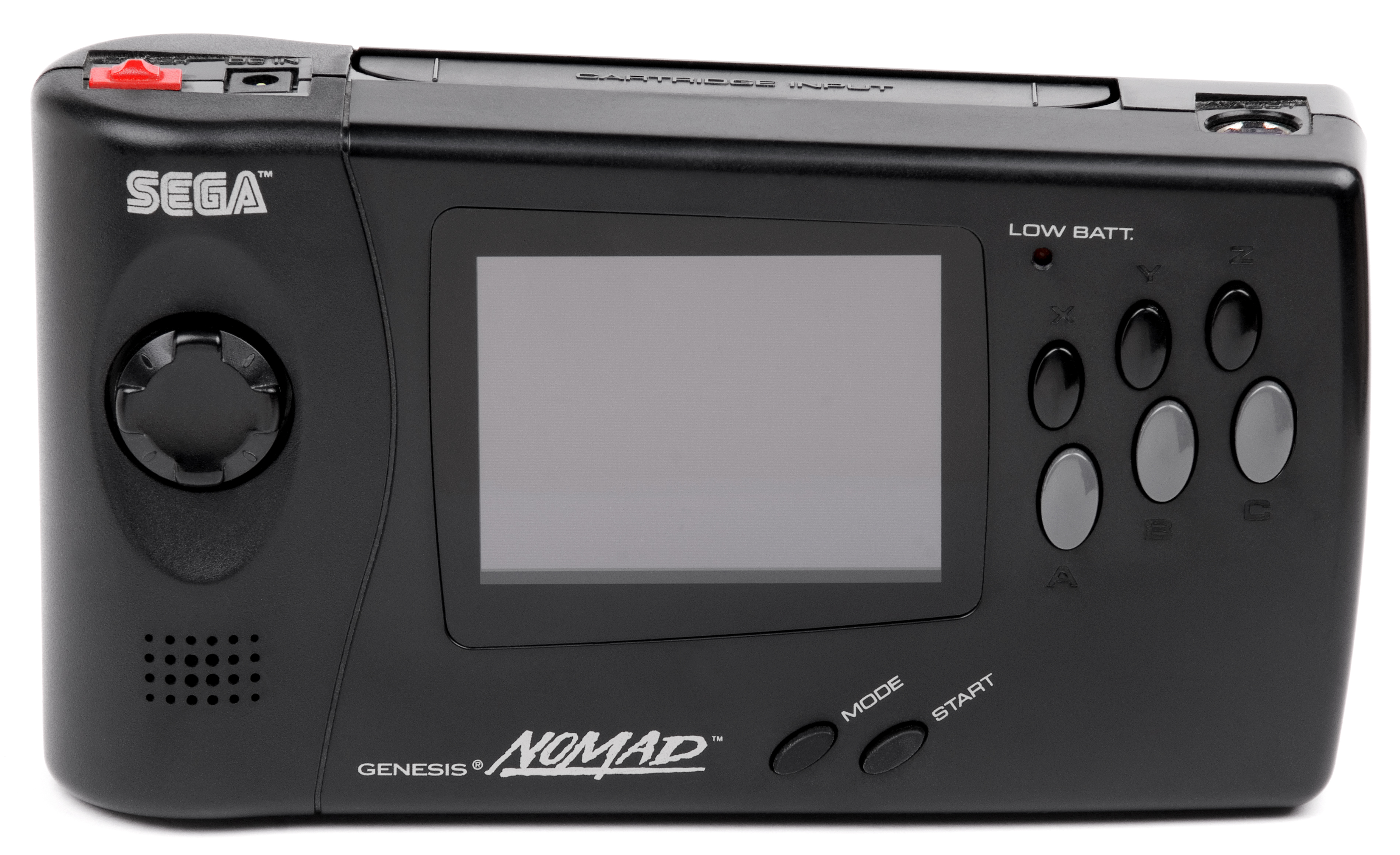
La Nomad.

Deuxième tentative de Sega sur le marché des consoles portables, la Nomad sort en 1995, uniquement en Amérique du Nord. Elle possède les mêmes capacités techniques que la Mega Drive, en intégrant la manette à 6 boutons, et dispose d'une prise pour une seconde manette, ainsi que d'une sortie vidéo pour la brancher sur un téléviseur. Comme la Game Gear, elle est un échec commercial, notamment en raison de son prix (180 dollars) et de sa faible autonomie, sans compter la très forte domination du marché par la Game Boy de Nintendo.

### Saturn (1994)

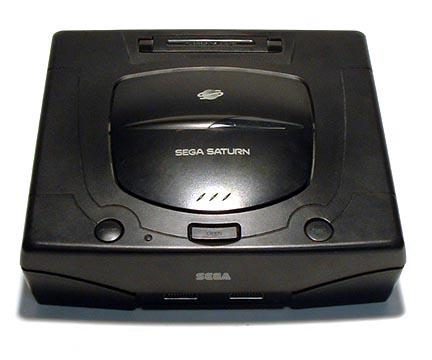
La Sega Saturn.

Fruit de deux ans de travail, cette console 32 bits subit la concurrence de la PlayStation, avec un prix relativement élevé pour l'époque lors de son lancement (450 euros, tarif qui s'aligne sur celui de sa concurrente après quelques mois), et légèrement plus puissante (notamment réputée pour ses jeux en 2D). Elle connaît pourtant un certain succès au Japon, où elle concurrence assez sérieusement la machine de Sony, grâce notamment aux nombreux jeux Sega adaptés de l'arcade, au succès naissant de la série Sakura Taisen, et au soutien d'éditeurs tels qu'Atlus ou Capcom. Deux versions de la Saturn sont sorties, qui sont facilement différenciables au Japon : une est grise et sa coque est composée de deux différents plastiques, l'autre est blanche, plus petite et les boutons de sa manette sont de différentes couleurs. En Europe, le premier modèle est reconnaissable à sa manette plus grosse et a ses boutons (on-off et reset) de forme ovale contrairement au deuxième modèle qui lui possède des boutons de forme ronde.

### Dreamcast (1998)

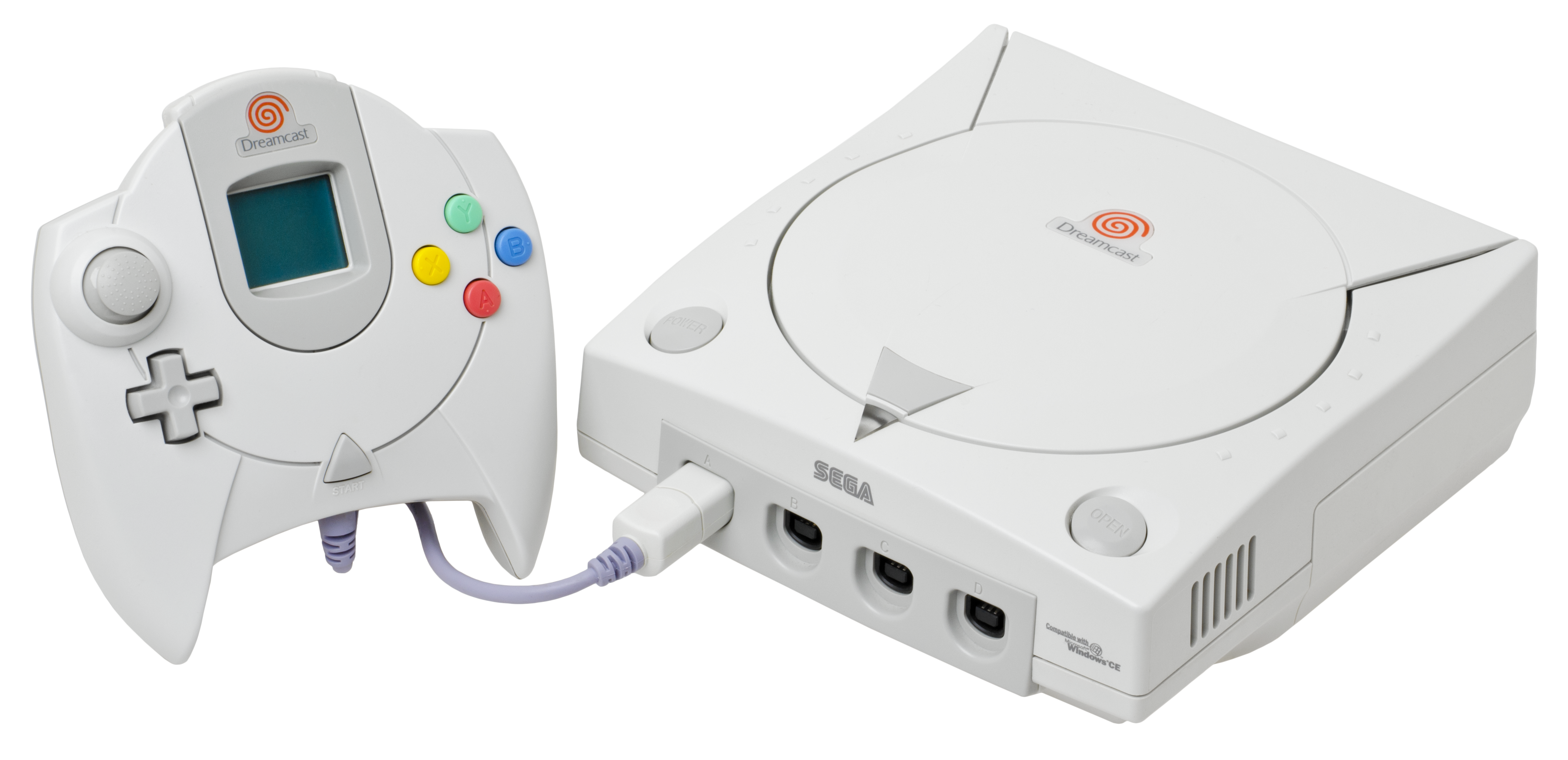
La Dreamcast.

La Dreamcast est la première console de sixième génération commercialisée. Elle intègre un modem de 56K (États-Unis et Japon) et de 33,6K (Europe) permettant aux joueurs de s'affronter sur Internet et de naviguer sur des sites web. Sega devient par la même occasion un fournisseur d'accès au prix d'une communication locale. Dotée d'une ludothèque de qualité, mais relativement peu fournie, ses ventes insuffisantes provoquent un arrêt prématuré de sa production. Sega cesse la commercialisation de la Dreamcast en mars 2001.

### Mega Drive mini (2019)
Le 19 septembre 2019, Sega sort sa Mega Drive Mini, une version plus moderne et plus compacte de la célèbre Mega Drive en petit format comme l'a fait Nintendo avec la NES Mini et la SNES Mini puis Sony avec la PlayStation Classic.

### Principales ventes de consoles
1. Mega Drive (Sega Genesis) : 40,7 millions de consoles vendues.
2. Sega Mark III / Master System : 22 millions de consoles vendues.
3. Saturn : 17,96 millions de consoles vendues.
4. Game Gear : 13,9 millions de consoles vendues.
5. Dreamcast : 11,3 millions de consoles vendues.
6. Pico : 3,9 millions de console vendues.
7. Nomad : 1 million de consoles vendues.

En tout , Sega a vendu 100,38 millions de consoles.

## Arcade
Sega demeure encore après son retrait des fabricants de consoles l'un des principaux éditeurs et fabricants de bornes et systèmes d'arcade. La société a aussi produit un certain nombre de flippers, essentiellement basés sur des licences hollywoodiennes, mais aussi des juke-boxes, des jeux de fête foraine, et autres attractions de petite taille. La société possédait également plusieurs salles d'arcades spécialisées sur le territoire japonais. Cependant, en lien avec la pandémie de Covid-19, plusieurs salles parmi elles ferment dès l'année 2020. En janvier 2022, Sega annonce la fermeture de la totalité de ses salles d'arcade au Japon.

### Les systèmes
- Sega System 1
- Sega System 2
- Sega System E
- Sega System 16
- Sega System 18
- Sega System 24
- System 32
- Sega System C2
- Model 1
- Model 2
- Model 3
- ST-V (Sega Titan Video)
- Naomi
- Naomi 2
- Hikaru
- Chihiro (en collaboration avec Microsoft)
- Triforce (en collaboration avec Nintendo et Namco)
- Lindbergh
- RingEdge et RingWide
- Sega Europa-R

### Les bornes

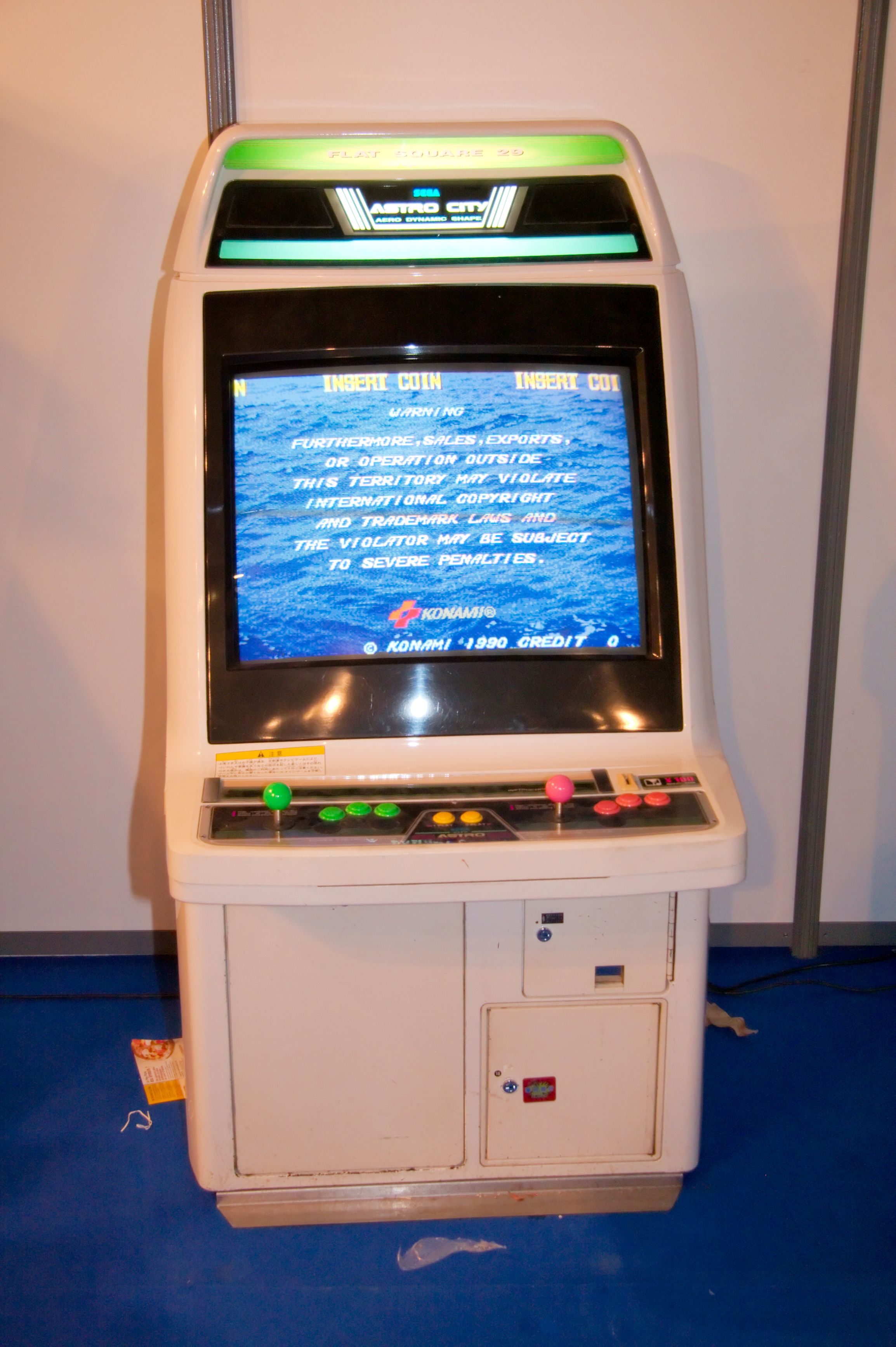
Borne Sega Astro City.

#### Génériques
- City
- Aero City
- Aero Table
- Astro City
- Swing
- Versus City
- Blast City
- Megalo 410
- Megalo 50
- Naomi Universal Cabinet
- Net City
- New Astro City
- New Versus City
- Super Megalo 2
- New Net City
- Lindbergh Universal Cabinet

#### Dédiées
- Cycraft
- R360
- Sega Rally

### Les flippers
- Batman Forever (1995)
- Apollo 13 (1995)
- Baywatch (1995)
- Mary Shelley's Frankenstein (1995)
- GoldenEye (1996)
- Space Jam (1996)
- Independence Day (1996)
- Twister (1996)
- Viper (1996)
- Starship Troopers (1997)
- The Lost World Jurassic Park (1997)
- The X-Files (1997)
- Roach Racers (1997)
- Derby Daze (1997)
- Star Wars Trilogy (1997)
- Godzilla (1998)
- Viper Night Drivin (1998)
- Golden Cue (1998)
- Lost In Space (1998)
- South Park (1999)

## Structure de la société

### Sièges

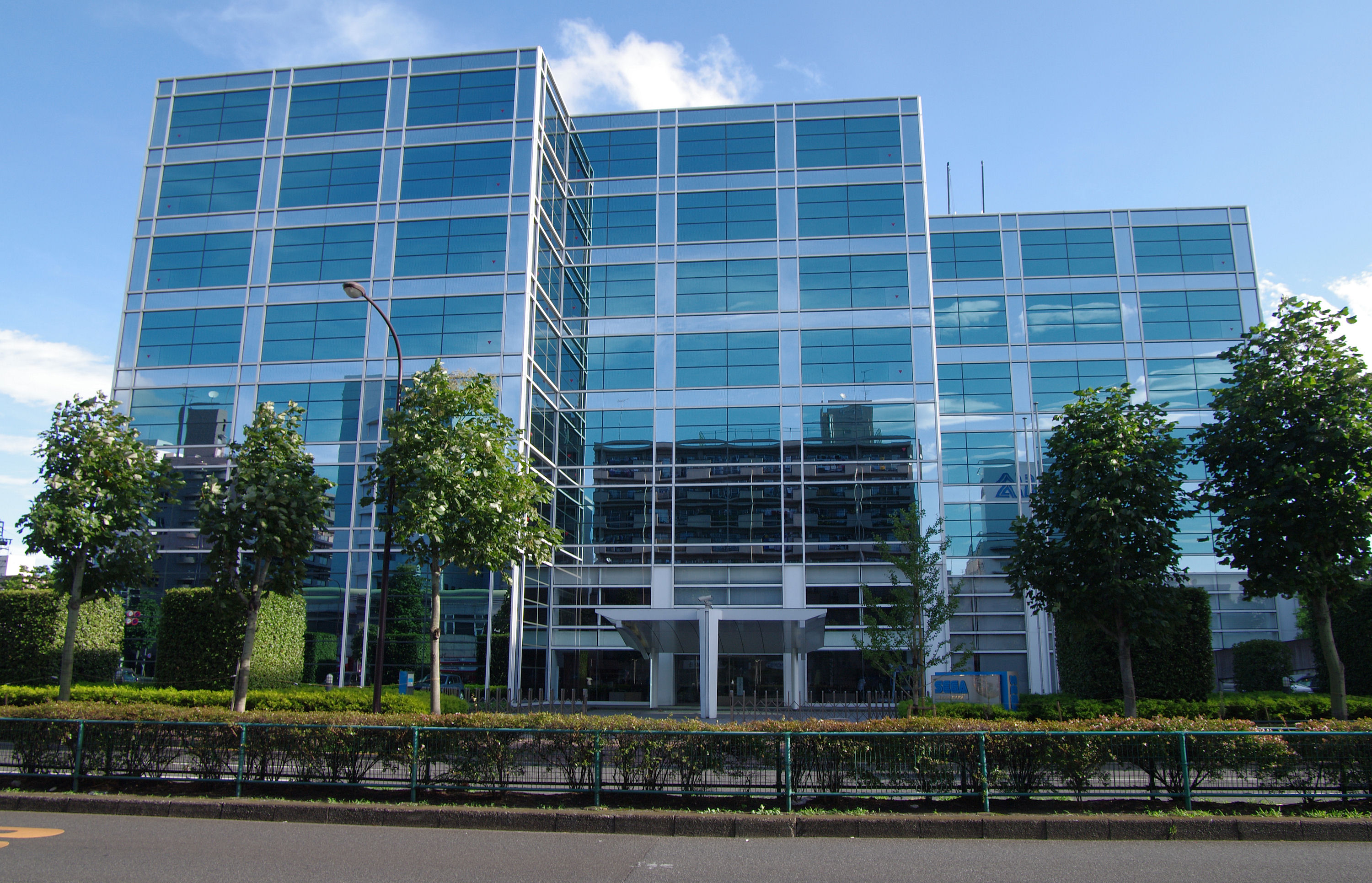
Complexe du siège de Sega à Ōta.

Le siège principal de Sega ainsi que le siège de sa division interne, Sega Corporation (Japon), sont situés dans le quartier d'Ōta, à Tokyo au Japon. Le siège de la division européenne de Sega, Sega Europe Ltd., est situé dans la localité de Brentford, près de Londres. Le siège de la division nord-américaine, Sega of America Inc, est situé à San Francisco, en Californie, déménagé de Redwood City (Californie) en 1999. Sega Australie possède son siège à Sydney (Nouvelle-Galles du Sud), et Sega Publishing Korea a son siège à Jongno-gu, arrondissement de Séoul (République de Corée). La société possédait également des bureaux en France, en Allemagne, au Benelux, en Espagne ainsi qu'en Australie. Ces 5 bureaux dépendaient de Sega Of Europe.

### Structure interne

#### Équipes de développement et de recherche
Sega est composé de plusieurs équipes de développement et de recherche, originellement appelées AM1, AM2, AM3, etc. (abréviation de Sega Amusement Machines Research and Development). Ces équipes ont pour la plupart été renommées :
- AM1 devenue Wow Entertainment, connue entre autres pour The House of the Dead ;
- AM2 est connue principalement pour la série de jeux d'arcade Virtua Fighter, Shenmue et Out Run ;
- AM3 devenue Hitmaker! est connue principalement pour les Crazy Taxi et les Virtua Tennis ;
- AM4 devenue Amusement Vision, puis CS1 R&D en 2009, et enfin le Ryu ga Gotoku Studio en 2011 : dirigée par Toshihiro Nagoshi jusqu'en 2021 puis par Masayoshi Yokoyama. Développe la série des Like A Dragon (nouveau nom de la série Yakuza depuis 2022) ;
- AM5 devenue Sega Rosso, connue pour Initial D (AM5 a fusionné avec AM3 en 2000) ;
- AM6 devenue Smilebit, connue pour Jet Set Radio (AM6 a cessé toute activité en 2016, les membres de ce studio ont intégré le Ryu ga Gotoku Studio) ;
- AM7 alias Team Shinobi devenue Overworks, connue pour Skies of Arcadia, Sakura taisen ;
- AM8 renommée Sonic Team après avoir développé Sonic the Hedgehog, Phantasy Star ;
- AM9 devenue United Game Artists, connue pour Rez et Space Channel 5 ;
- Digital Media devenue Wave Master ;
- Team Andromeda célèbre pour la série Panzer Dragoon. Cette équipe est dissoute en 1998 et ses membres répartis dans les autres équipes de développement.

Il existe un certain sens de la compétition entre ces équipes qui a eu comme conséquence la création de jeux remarquables et innovants. Plus tard, Sega a fusionné certaines de ces équipes. Sammy a exprimé son intérêt pour fusionner les équipes ci-dessus de nouveau dans Sega et reprendre leurs noms d'origine, ce qui a été fait le 1er octobre 2004.

## Séries et jeux emblématiques
- After Burner
- Alex Kidd
- Alien(s)
- Comix Zone
- Crazy Taxi
- Daytona USA
- Derby Owners Club
- Ecco the Dolphin
- Fantasy Zone
- Football Manager
- Golden Axe
- Hang-On
- Hatsune Miku: Project DIVA
- Jet Set Radio
- The House of the Dead
- Kid Chameleon
- Nights into Dreams
- Out Run
- Panzer Dragoon
- Phantasy Star
- Pro Yakyū Team o Tsukurō!
- Sakura Wars
- Samba de Amigo
- Sega Rally
- Shenmue
- Shining Force
- Shinobi
- Sonic the Hedgehog
- Space Channel 5
- Space Harrier
- Streets of Rage
- Super Monkey Ball
- ToeJam & Earl
- Total War
- Vectorman
- Virtua Cop
- Virtua Fighter
- Virtua Racing
- Virtua Tennis
- Virtual On
- Yakuza
- Wonder Boy
- Altered Beast
- ESWAT: City Under Siege
- Crack Down
- Michael Jackson's Moonwalker
- Eternal Champions
- Alien Storm